# Matthew Goodheart
Matthew William Goodheart (* um 1970 in der San Francisco Bay Area) ist ein US-amerikanischer Jazz- und Improvisationsmusiker (Piano, Komposition, Computer-gesteuerte Metallperkussion).

## Leben
Goodheart studierte von 1989 bis 1991 an der University of California at Berkeley, um von 2008 bis 2013 am Mills College seinen Master in Musik zu machen. Daneben begann er seine Karriere als Pianist, zunächst im Free Jazz; 1992 legte er im Eigenverlag ein erstes Soloalbum vor, The Cradle of Unacted Desire (A Night Journey). In Quartettbesetzung mit Glenn Spearman, Lisle Ellis und Donald Robinson entstand 1995 das Album Sonoluminescence (Nine Winds). In Kalifornien arbeitete er in dieser Zeit u. a. auch mit dem Creative Music Orchestra (American Jungle Suite, 1996), Marco Eneidi & The American Jungle Orchestra, Wadada Leo Smith, Dominic Duval, Gianni Gebbia und Garth Powell; ferner trat er mit Fred Frith, Pauline Oliveros, Vladimir Tarasov, Cecil Taylor und Jack Wright auf. Im Bereich des Jazz war er zwischen 1995 und 2009 an 13 Aufnahmesessions beteiligt. Er wandte sich schließlich weiteren musikalischen Bereichen zu, wie mikrotonalen Kompositionen, freier Improvisation und Klanginstallationen. 2013 promovierte er mit der mikrotonalen Komposition Abstract for 17 instruments bei Ken Ueno in Berkeley. 2014 war er Fellow der American Academy in Berlin, 2015–2017 postgraduierter Fellow an der Columbia University.

## Auszeichnungen
Goodheart erhielt eine Reihe von Stipendien und Preisen, wie die Civitella Ranieri Fellowship, Berlin Prize in Music Composition (2014) und 2013/14 ein Fulbright-Stipendium zu Forschungen in Tschechien an historischen Viertelton-Pianos von Alois Hába.

## Diskographische Hinweise
- Songs From The Time Of Great Questioning (Meniscus, 1996)
- Matthew Goodheart with Leo Smith: Interludes of Breath and Substance (Cadence Jazz Records, 1998)
- Matthew Goodheart & Dominic Duval: Crossings (Cadence Jazz, 1999)
- Matthew Goodheart/Josh Allen/Garth Powell: Can Climb a Tree, I Can Tie a Knot, I Can Have a Conversation (Roadcone, 2000)
- Gianni Gebbia/Matthew Goodheart/Garth Powell: Zen Widow (Evander Music, 2003)
- Zen Widow: Quodlibet (Nine Winds, 2007), mit Gianni Gebbia, Garth Powell
- 6 (Evander Music, 2008) solo
- Tenri/Live (Evolving Door Music, 2009), solo
- Canaries on the Pole: It Isn’t Really What It’s like (Acheulian Handaxe, 2023)

## Kompositionen (Auswahl)
- Metal Work, for computer controlled metal percussion, bowed cymbals (2011)
- For 17 Instruments (2012)
- Vexation Variations, for piano and autonomous viola (2013)
- For Bass, for solo contrabass (2008/2009)
- For Piano and Metal Percussion, for piano, computer controlled metal percussion, bowed cymbals (2012)[4]
- For Five Scattered Ensembles, for fourteen musicians divided into four ensembles and eight computer-controlled metal percussion instruments.[1][7]